# Stenogrammitis hartii
Stenogrammitis hartii är en stensöteväxtart som först beskrevs av Jenm., och fick sitt nu gällande namn av Paulo Henrique Labiak. Stenogrammitis hartii ingår i släktet Stenogrammitis och familjen Polypodiaceae. Inga underarter finns listade.